# 1896 no cinema

## Principais filmes produzidos
- Annabelle in Flag Dance, uma produção do Edison Studios;
- Butterfly Dance, de William K. L. Dickson;
- Le Manoir du diable, de Georges Méliès;
- Saída do Pessoal Operário da Fábrica Confiança, de Aurélio Paz dos Reis;
- Serpentine Dance by Annabelle, de William K. L. Dickson;
- Tambourine Dance by Annabelle, de William K. L. Dickson;
- The Kiss, de William Heise
- Une partie de cartes, de Georges Méliès

## Nascimentos

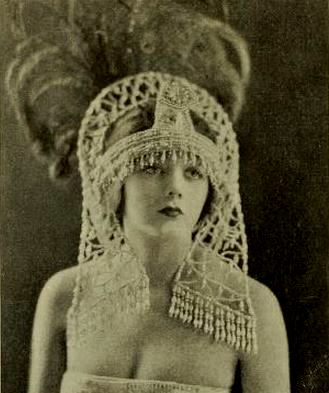
A atriz estadunidense Barbara La Marr

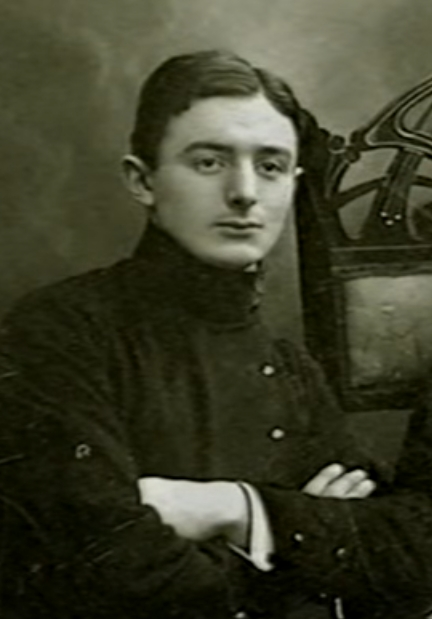
Dziga Vertov, cineasta russo

| Data            | Nome                    | Profissão                                            | Nacionalidade            | Observações | Ref |
| --------------- | ----------------------- | ---------------------------------------------------- | ------------------------ | ----------- | --- |
| 2 de janeiro    | Dziga Vertov            | cineasta                                             | Rússia / União Soviética | m. 1954     |     |
| 20 de janeiro   | George Burns            | ator comediante e escritor                           | Estados Unidos           | m. 1996     |     |
| 22 de janeiro   | Rolfe Sedan             | ator                                                 | Estados Unidos           | m. 1982     |     |
| 13 de fevereiro | George Hackathorne      | ator de teatro e cinema                              | Estados Unidos           | m. 1940     |     |
| 29 de fevereiro | William A. Wellman      | cineasta                                             | Estados Unidos           | m. 1975     |     |
| 20 de março     | Hal Walker              | diretor de cinema                                    | Estados Unidos           | m. 1972     |     |
| 22 de março     | Joseph Schildkraut      | ator                                                 | Estados Unidos           | m. 1964     |     |
| 25 de março     | Ray Enright             | cineasta                                             | Estados Unidos           | m. 1965     |     |
| 30 de maio      | Howard Hawks            | cineasta                                             | Estados Unidos           | m. 1977     |     |
| 28 de julho     | Barbara La Marr         | atriz                                                | Estados Unidos           | m. 1926     |     |
| 29 de julho     | William Cameron Menzies | diretor de arte e cineasta                           | Estados Unidos           | m. 1957     |     |
| 18 de agosto    | Alan Mowbray            | ator de teatro e cinema                              | Reino Unido              | m. 1969     |     |
| 22 de outubro   | José Leitão de Barros   | professor, cineasta, jornalista, dramaturgo e pintor | Portugal                 | m. 1967     |     |
| 30 de outubro   | Ruth Gordon             | atriz de teatro e cinema                             | Estados Unidos           | m. 1985     |     |